# خواگی
خواگی (انگلیسی: Joaqui؛ زادهٔ ۳۱ مهٔ ۱۹۹۱) بازیکن فوتبال اهل اسپانیا است.
از باشگاه‌هایی که در آن بازی کرده‌است می‌توان به باشگاه فوتبال خرز اشاره کرد.